# 2017-es IIHF divízió I-es jégkorong-világbajnokság
A 2017-es IIHF divízió I-es jégkorong-világbajnokság A csoportjának mérkőzéseit Kijevben, Ukrajnában rendezték április 22. és 28. között, a B csoportjának mérkőzéseit Belfastban, az Egyesült Királyságban rendezték április 23. és 29. között. A vb-n 12 válogatott vett részt, a két csoportban 6–6.

## A csoport

### Résztvevők
A világbajnokságon az alábbi 12 válogatott vett részt.
| Csapat        | Kvalifikáció módja                                                        |
| ------------- | ------------------------------------------------------------------------- |
| Magyarország  | A 2016-os főcsoport 15. helyén végzett, kiesett.                          |
| Kazahsztán    | A 2016-os főcsoport 16. helyén végzett, kiesett.                          |
| Lengyelország | A 2016-os divízió I A csoportjának 3. helyén végzett.                     |
| Ausztria      | A 2016-os divízió I A csoportjának 4. helyén végzett.                     |
| Dél-Korea     | A 2016-os divízió I A csoportjának 5. helyén végzett.                     |
| Ukrajna       | Rendező, a 2016-os divízió I B csoportjának 1. helyén végzett, feljutott. |

### Tabella
| Hely. | Csapat        | M | Gy | HGy | HV | V | G+ | G– | Gk  | P  | Feljutás vagy kiesés     |
| ----- | ------------- | - | -- | --- | -- | - | -- | -- | --- | -- | ------------------------ |
| 1.    | Ausztria      | 5 | 4  | 0   | 0  | 1 | 22 | 4  | +18 | 12 | Feljutott a főcsoportba  |
| 2.    | Dél-Korea     | 5 | 3  | 1   | 0  | 1 | 14 | 11 | +3  | 11 | Feljutott a főcsoportba  |
| 3.    | Kazahsztán    | 5 | 3  | 1   | 0  | 1 | 13 | 10 | +3  | 11 |                          |
| 4.    | Lengyelország | 5 | 2  | 0   | 1  | 2 | 6  | 17 | −11 | 7  |                          |
| 5.    | Magyarország  | 5 | 1  | 0   | 0  | 4 | 8  | 14 | −6  | 3  |                          |
| 6.    | Ukrajna (R)   | 5 | 0  | 0   | 1  | 4 | 7  | 14 | −7  | 1  | Kiesett a divízió I B-be |

### Mérkőzések
A mérkőzések kezdési időpontjai helyi idő szerint (UTC+3), zárójelben magyar idő szerint (UTC+2) értendők.
| 2017. április 22. 13:30 (12:30) | Ukrajna | 3–5 (1–1, 2–1, 0–3) | Magyarország | Sportpalota, Kijev Nézőszám: 4612 |

| Jegyzőkönyv | Jegyzőkönyv        | Jegyzőkönyv                            | Jegyzőkönyv  | Jegyzőkönyv                                                                         |
| --- | ------------------ | -------------------------------------- | ------------ | ----------------------------------------------------------------------------------- |
| | Eduard Zaharcsenko | Kapusok                                | Rajna Miklós | Játékvezetők: Jacob Grumsen Roystian Hansen Vonalbírók: Riley Bowles Daniel Persson |
| \| Kuzmik – 13:48 \| 1–0 \| \| \| \| 1–1 \| 14:35 – Bartalis (Erdély, Szirányi) \| \| \| 1–2 \| 20:20 – Vas (Szirányi) \| \| Bucenko (Katrics) (PP) – 27:33 \| 2–2 \| \| \| Bucenko (Ljalka) – 38:51 \| 3–2 \| \| \| \| 3–3 \| 50:41 – Sarauer (Wehrs, Kóger) \| \| \| 3–4 \| 52:53 – Dansereau (Sarauer, Wehrs) \| \| \| 3–5 \| 59:49 – Hári (Galló, Sagert) (PP, ENG) \| |                    |                                        |              | Játékvezetők: Jacob Grumsen Roystian Hansen Vonalbírók: Riley Bowles Daniel Persson |
| 12 perc | Büntetések         | 12 perc                                |              | Játékvezetők: Jacob Grumsen Roystian Hansen Vonalbírók: Riley Bowles Daniel Persson |
| 24 | Lövések            | 51                                     |              | Játékvezetők: Jacob Grumsen Roystian Hansen Vonalbírók: Riley Bowles Daniel Persson |
| Kuzmik – 13:48 | 1–0                |                                        |              | Játékvezetők: Jacob Grumsen Roystian Hansen Vonalbírók: Riley Bowles Daniel Persson |
| | 1–1                | 14:35 – Bartalis (Erdély, Szirányi)    |              | Játékvezetők: Jacob Grumsen Roystian Hansen Vonalbírók: Riley Bowles Daniel Persson |
| | 1–2                | 20:20 – Vas (Szirányi)                 |              | Játékvezetők: Jacob Grumsen Roystian Hansen Vonalbírók: Riley Bowles Daniel Persson |
| Bucenko (Katrics) (PP) – 27:33 | 2–2                |                                        |              |                                                                                     |
| Bucenko (Ljalka) – 38:51 | 3–2                |                                        |              |                                                                                     |
| | 3–3                | 50:41 – Sarauer (Wehrs, Kóger)         |              |                                                                                     |
| | 3–4                | 52:53 – Dansereau (Sarauer, Wehrs)     |              |                                                                                     |
| | 3–5                | 59:49 – Hári (Galló, Sagert) (PP, ENG) |              |                                                                                     |

| 2017. április 22. 17:00 (16:00) | Dél-Korea | 4–2 (1–0, 1–1, 2–1) | Lengyelország | Sportpalota, Kijev Nézőszám: 2257 |

| Jegyzőkönyv | Jegyzőkönyv | Jegyzőkönyv                         | Jegyzőkönyv        | Jegyzőkönyv                                                                              |
| --- | ----------- | ----------------------------------- | ------------------ | ---------------------------------------------------------------------------------------- |
| | Matt Dalton | Kapusok                             | Przemysław Odrobny | Játékvezetők: Andris Ansons Daniel Gamper Vonalbírók: Artem Korepanov Ulrich Pardatscher |
| \| Kim K. (Ahn) – 07:51 \| 1–0 \| \| \| Sin (Park W., Kim Won-jun) – 27:07 \| 2–0 \| \| \| \| 2–1 \| 34:40 – Bryk (Pasiut, Wronka) (PP2) \| \| Lee Y. (Swift) – 42:07 \| 3–1 \| \| \| Kim S. – 46:02 \| 4–1 \| \| \| \| 4–2 \| 49:48 – Pociecha (Zapała) \| |             |                                     |                    | Játékvezetők: Andris Ansons Daniel Gamper Vonalbírók: Artem Korepanov Ulrich Pardatscher |
| 10 perc | Büntetések  | 4 perc                              |                    | Játékvezetők: Andris Ansons Daniel Gamper Vonalbírók: Artem Korepanov Ulrich Pardatscher |
| 22 | Lövések     | 38                                  |                    | Játékvezetők: Andris Ansons Daniel Gamper Vonalbírók: Artem Korepanov Ulrich Pardatscher |
| Kim K. (Ahn) – 07:51 | 1–0         |                                     |                    | Játékvezetők: Andris Ansons Daniel Gamper Vonalbírók: Artem Korepanov Ulrich Pardatscher |
| Sin (Park W., Kim Won-jun) – 27:07 | 2–0         |                                     |                    | Játékvezetők: Andris Ansons Daniel Gamper Vonalbírók: Artem Korepanov Ulrich Pardatscher |
| | 2–1         | 34:40 – Bryk (Pasiut, Wronka) (PP2) |                    | Játékvezetők: Andris Ansons Daniel Gamper Vonalbírók: Artem Korepanov Ulrich Pardatscher |
| Lee Y. (Swift) – 42:07 | 3–1         |                                     |                    |                                                                                          |
| Kim S. – 46:02 | 4–1         |                                     |                    |                                                                                          |
| | 4–2         | 49:48 – Pociecha (Zapała)           |                    |                                                                                          |

| 2017. április 22. 20:30 (19:30) | Ausztria | 2–3 (0–2, 2–0, 0–1) | Kazahsztán | Sportpalota, Kijev Nézőszám: 2819 |

| Jegyzőkönyv | Jegyzőkönyv        | Jegyzőkönyv                                   | Jegyzőkönyv     | Jegyzőkönyv                                                                         |
| --- | ------------------ | --------------------------------------------- | --------------- | ----------------------------------------------------------------------------------- |
| | Bernhard Starkbaum | Kapusok                                       | Vitali Kolesnik | Játékvezetők: Vladimír Pešina Jeremy Tufts Vonalbírók: Franco Castelli Daniel Hynek |
| \| \| 0–1 \| 08:26 – Dawes (Dallman, St. Pierre) (PP) \| \| \| 0–2 \| 14:56 – Dawes (Boyd, Bochenski) \| \| Komarek (Raffl, Schlacher) – 24:32 \| 1–2 \| \| \| Raffl (Hofer, Komarek) – 37:31 \| 2–2 \| \| \| \| 2–3 \| 43:38 – Markelov (Savchenko, Starchenko) (PP) \| |                    |                                               |                 | Játékvezetők: Vladimír Pešina Jeremy Tufts Vonalbírók: Franco Castelli Daniel Hynek |
| 16 perc | Büntetések         | 8 perc                                        |                 | Játékvezetők: Vladimír Pešina Jeremy Tufts Vonalbírók: Franco Castelli Daniel Hynek |
| 24 | Lövések            | 32                                            |                 | Játékvezetők: Vladimír Pešina Jeremy Tufts Vonalbírók: Franco Castelli Daniel Hynek |
| | 0–1                | 08:26 – Dawes (Dallman, St. Pierre) (PP)      |                 | Játékvezetők: Vladimír Pešina Jeremy Tufts Vonalbírók: Franco Castelli Daniel Hynek |
| | 0–2                | 14:56 – Dawes (Boyd, Bochenski)               |                 | Játékvezetők: Vladimír Pešina Jeremy Tufts Vonalbírók: Franco Castelli Daniel Hynek |
| Komarek (Raffl, Schlacher) – 24:32 | 1–2                |                                               |                 | Játékvezetők: Vladimír Pešina Jeremy Tufts Vonalbírók: Franco Castelli Daniel Hynek |
| Raffl (Hofer, Komarek) – 37:31 | 2–2                |                                               |                 |                                                                                     |
| | 2–3                | 43:38 – Markelov (Savchenko, Starchenko) (PP) |                 |                                                                                     |

| 2017. április 23. 17:00 (16:00) | Kazahsztán | 2–5 (1–1, 1–0, 0–4) | Dél-Korea | Sportpalota, Kijev Nézőszám: 2463 |

| Jegyzőkönyv | Jegyzőkönyv     | Jegyzőkönyv                          | Jegyzőkönyv | Jegyzőkönyv                                                                             |
| --- | --------------- | ------------------------------------ | ----------- | --------------------------------------------------------------------------------------- |
| | Vitali Kolesnik | Kapusok                              | Matt Dalton | Játékvezetők: Jacob Grumsen Roy Stian Hansen Vonalbírók: Artem Korepanov Daniel Persson |
| \| Bochenski (Dawes) – 08:01 \| 1–0 \| \| \| \| 1–1 \| 15:56 – Ahn (Kim K.) \| \| Dawes (Bochenski, St. Pierre) – 33:25 \| 2–1 \| \| \| \| 2–2 \| 45:49 – Plante (Cho, Swift) \| \| \| 2–3 \| 47:03 – Shin S. (Cho, Lee D.) \| \| \| 2–4 \| 49:58 – Plante (Kim S., Ahn) \| \| \| 2–5 \| 51:41 – Kim K (Plante, Kim S.) (PP2) \| |                 |                                      |             | Játékvezetők: Jacob Grumsen Roy Stian Hansen Vonalbírók: Artem Korepanov Daniel Persson |
| 31 perc | Büntetések      | 6 perc                               |             | Játékvezetők: Jacob Grumsen Roy Stian Hansen Vonalbírók: Artem Korepanov Daniel Persson |
| 32 | Lövések         | 21                                   |             | Játékvezetők: Jacob Grumsen Roy Stian Hansen Vonalbírók: Artem Korepanov Daniel Persson |
| Bochenski (Dawes) – 08:01 | 1–0             |                                      |             | Játékvezetők: Jacob Grumsen Roy Stian Hansen Vonalbírók: Artem Korepanov Daniel Persson |
| | 1–1             | 15:56 – Ahn (Kim K.)                 |             | Játékvezetők: Jacob Grumsen Roy Stian Hansen Vonalbírók: Artem Korepanov Daniel Persson |
| Dawes (Bochenski, St. Pierre) – 33:25 | 2–1             |                                      |             | Játékvezetők: Jacob Grumsen Roy Stian Hansen Vonalbírók: Artem Korepanov Daniel Persson |
| | 2–2             | 45:49 – Plante (Cho, Swift)          |             |                                                                                         |
| | 2–3             | 47:03 – Shin S. (Cho, Lee D.)        |             |                                                                                         |
| | 2–4             | 49:58 – Plante (Kim S., Ahn)         |             |                                                                                         |
| | 2–5             | 51:41 – Kim K (Plante, Kim S.) (PP2) |             |                                                                                         |

| 2017. április 23. 20:30 (19:30) | Lengyelország | 2–1 (1–0, 0–1, 1–0) | Ukrajna | Sportpalota, Kijev Nézőszám: 5291 |

| Jegyzőkönyv | Jegyzőkönyv        | Jegyzőkönyv             | Jegyzőkönyv         | Jegyzőkönyv                                                                                |
| --- | ------------------ | ----------------------- | ------------------- | ------------------------------------------------------------------------------------------ |
| | Przemysław Odrobny | Kapusok                 | Eduard Zakharchenko | Játékvezetők: Andreas Harnebring Vladimír Pešina Vonalbírók: Franco Castelli Maxime Chaput |
| \| Malasiński (Pasiut, Wronka) (PP) – 19:56 \| 1–0 \| \| \| \| 1–1 \| 38:30 – Blagoy (Kuzmik) \| \| Kapica (Kruczek, Dziubiński) – 46:34 \| 2–1 \| \| |                    |                         |                     | Játékvezetők: Andreas Harnebring Vladimír Pešina Vonalbírók: Franco Castelli Maxime Chaput |
| 10 perc | Büntetések         | 6 perc                  |                     | Játékvezetők: Andreas Harnebring Vladimír Pešina Vonalbírók: Franco Castelli Maxime Chaput |
| 30 | Lövések            | 38                      |                     | Játékvezetők: Andreas Harnebring Vladimír Pešina Vonalbírók: Franco Castelli Maxime Chaput |
| Malasiński (Pasiut, Wronka) (PP) – 19:56 | 1–0                |                         |                     | Játékvezetők: Andreas Harnebring Vladimír Pešina Vonalbírók: Franco Castelli Maxime Chaput |
| | 1–1                | 38:30 – Blagoy (Kuzmik) |                     | Játékvezetők: Andreas Harnebring Vladimír Pešina Vonalbírók: Franco Castelli Maxime Chaput |
| Kapica (Kruczek, Dziubiński) – 46:34 | 2–1                |                         |                     | Játékvezetők: Andreas Harnebring Vladimír Pešina Vonalbírók: Franco Castelli Maxime Chaput |

| 2017. április 24. 20:30 (19:30) | Magyarország | 1–3 (1–1, 0–0, 0–2) | Ausztria | Sportpalota, Kijev Nézőszám: 2861 |

| Jegyzőkönyv | Jegyzőkönyv  | Jegyzőkönyv                               | Jegyzőkönyv        | Jegyzőkönyv                                                                          |
| --- | ------------ | ----------------------------------------- | ------------------ | ------------------------------------------------------------------------------------ |
| | Rajna Miklós | Kapusok                                   | Bernhard Starkbaum | Játékvezetők: Andris Ansons Jeremy Tufts Vonalbírók: Riley Bowles Ulrich Pardatscher |
| \| \| 0–1 \| 03:51 – Raffl (Komarek) (SH) \| \| Dansereau (Erdély, Bartalis) (PP) – 06:23 \| 1–1 \| \| \| \| 1–2 \| 44:33 – Hofer (Schumnig, Komarek) (PP) \| \| \| 1–3 \| 47:21 – Heinrich (Komarek, Schumnig) (PP) \| |              |                                           |                    | Játékvezetők: Andris Ansons Jeremy Tufts Vonalbírók: Riley Bowles Ulrich Pardatscher |
| 8 perc | Büntetések   | 8 perc                                    |                    | Játékvezetők: Andris Ansons Jeremy Tufts Vonalbírók: Riley Bowles Ulrich Pardatscher |
| 29 | Lövések      | 28                                        |                    | Játékvezetők: Andris Ansons Jeremy Tufts Vonalbírók: Riley Bowles Ulrich Pardatscher |
| | 0–1          | 03:51 – Raffl (Komarek) (SH)              |                    | Játékvezetők: Andris Ansons Jeremy Tufts Vonalbírók: Riley Bowles Ulrich Pardatscher |
| Dansereau (Erdély, Bartalis) (PP) – 06:23 | 1–1          |                                           |                    | Játékvezetők: Andris Ansons Jeremy Tufts Vonalbírók: Riley Bowles Ulrich Pardatscher |
| | 1–2          | 44:33 – Hofer (Schumnig, Komarek) (PP)    |                    | Játékvezetők: Andris Ansons Jeremy Tufts Vonalbírók: Riley Bowles Ulrich Pardatscher |
| | 1–3          | 47:21 – Heinrich (Komarek, Schumnig) (PP) |                    |                                                                                      |

| 2017. április 25. 13:30 (12:30) | Kazahsztán | 1–0 (h.u.) (0–0, 0–0, 0–0) (h.u.: 1–0) | Lengyelország | Sportpalota, Kijev Nézőszám: 1536 |

| Jegyzőkönyv                             | Jegyzőkönyv     | Jegyzőkönyv | Jegyzőkönyv        | Jegyzőkönyv                                                                                   |
| --------------------------------------- | --------------- | ----------- | ------------------ | --------------------------------------------------------------------------------------------- |
|                                         | Vitali Kolesnik | Kapusok     | Przemysław Odrobny | Játékvezetők: Roy Stian Hansen Andreas Harnebring Vonalbírók: Franco Castelli Artem Korepanov |
| \| Dallman (Dawes) – 61:39 \| 1–0 \| \| |                 |             |                    | Játékvezetők: Roy Stian Hansen Andreas Harnebring Vonalbírók: Franco Castelli Artem Korepanov |
| 4 perc                                  | Büntetések      | 6 perc      |                    | Játékvezetők: Roy Stian Hansen Andreas Harnebring Vonalbírók: Franco Castelli Artem Korepanov |
| 29                                      | Lövések         | 30          |                    | Játékvezetők: Roy Stian Hansen Andreas Harnebring Vonalbírók: Franco Castelli Artem Korepanov |
| Dallman (Dawes) – 61:39                 | 1–0             |             |                    | Játékvezetők: Roy Stian Hansen Andreas Harnebring Vonalbírók: Franco Castelli Artem Korepanov |

| 2017. április 25. 17:00 (16:00) | Magyarország | 1–3 (0–0, 1–1, 0–2) | Dél-Korea | Sportpalota, Kijev Nézőszám: 2713 |

| Jegyzőkönyv | Jegyzőkönyv  | Jegyzőkönyv                  | Jegyzőkönyv | Jegyzőkönyv                                                                       |
| --- | ------------ | ---------------------------- | ----------- | --------------------------------------------------------------------------------- |
| | Bálizs Bence | Kapusok                      | Matt Dalton | Játékvezetők: Vladimír Pešina Jeremy Tufts Vonalbírók: Maxime Chaput Daniel Hynek |
| \| Kóger (Szirányi, Hári) (PP2) – 23:45 \| 1–0 \| \| \| \| 1–1 \| 35:43 – Kim K. (Kim S., Ahn) \| \| \| 1–2 \| 46:31 – Shin S. (Seo, Swift) \| \| \| 1–3 \| 55:13 – Shin Sang-w. \| |              |                              |             | Játékvezetők: Vladimír Pešina Jeremy Tufts Vonalbírók: Maxime Chaput Daniel Hynek |
| 12 perc | Büntetések   | 10 perc                      |             | Játékvezetők: Vladimír Pešina Jeremy Tufts Vonalbírók: Maxime Chaput Daniel Hynek |
| 23 | Lövések      | 33                           |             | Játékvezetők: Vladimír Pešina Jeremy Tufts Vonalbírók: Maxime Chaput Daniel Hynek |
| Kóger (Szirányi, Hári) (PP2) – 23:45 | 1–0          |                              |             | Játékvezetők: Vladimír Pešina Jeremy Tufts Vonalbírók: Maxime Chaput Daniel Hynek |
| | 1–1          | 35:43 – Kim K. (Kim S., Ahn) |             | Játékvezetők: Vladimír Pešina Jeremy Tufts Vonalbírók: Maxime Chaput Daniel Hynek |
| | 1–2          | 46:31 – Shin S. (Seo, Swift) |             | Játékvezetők: Vladimír Pešina Jeremy Tufts Vonalbírók: Maxime Chaput Daniel Hynek |
| | 1–3          | 55:13 – Shin Sang-w.         |             |                                                                                   |

| 2017. április 25. 20:30 (19:30) | Ukrajna | 0–1 (0–0, 0–1, 0–0) | Ausztria | Sportpalota, Kijev Nézőszám: 5005 |

| Jegyzőkönyv                                                 | Jegyzőkönyv         | Jegyzőkönyv                                 | Jegyzőkönyv        | Jegyzőkönyv                                                                       |
| ----------------------------------------------------------- | ------------------- | ------------------------------------------- | ------------------ | --------------------------------------------------------------------------------- |
|                                                             | Eduard Zakharchenko | Kapusok                                     | Bernhard Starkbaum | Játékvezetők: Daniel Gamper Jacob Grumsen Vonalbírók: Riley Bowles Daniel Persson |
| \| \| 0–1 \| 35:57 – Woger (Schumnig, Hundertpfund) (PP) \| |                     |                                             |                    | Játékvezetők: Daniel Gamper Jacob Grumsen Vonalbírók: Riley Bowles Daniel Persson |
| 18 perc                                                     | Büntetések          | 12 perc                                     |                    | Játékvezetők: Daniel Gamper Jacob Grumsen Vonalbírók: Riley Bowles Daniel Persson |
| 26                                                          | Lövések             | 43                                          |                    | Játékvezetők: Daniel Gamper Jacob Grumsen Vonalbírók: Riley Bowles Daniel Persson |
|                                                             | 0–1                 | 35:57 – Woger (Schumnig, Hundertpfund) (PP) |                    | Játékvezetők: Daniel Gamper Jacob Grumsen Vonalbírók: Riley Bowles Daniel Persson |

| 2017. április 26. 20:30 (19:30) | Kazahsztán | 4–2 (2–0, 0–2, 2–0) | Ukrajna | Sportpalota, Kijev Nézőszám: 4806 |

| Jegyzőkönyv | Jegyzőkönyv     | Jegyzőkönyv                              | Jegyzőkönyv      | Jegyzőkönyv                                                                           |
| --- | --------------- | ---------------------------------------- | ---------------- | ------------------------------------------------------------------------------------- |
| | Vitali Kolesnik | Kapusok                                  | Bogdan Dyachenko | Játékvezetők: Andris Ansons Daniel Gamper Vonalbírók: Daniel Hynek Ulrich Pardatscher |
| \| Dawes (Semyonov, Bochenski) – 03:21 \| 1–0 \| \| \| St. Pierre (Bochenski, Boyd) (PP) – 19:59 \| 2–0 \| \| \| \| 2–1 \| 34:25 – Nimenko (Pobiedonostsev, Lyalka) \| \| \| 2–2 \| 35:16 – Babynets (Katrych, Varyvoda) \| \| Mikhalis (Starchenko) – 41:59 \| 3–2 \| \| \| Bochenski (Dawes, Stepavnov) (PP) – 57:04 \| 4–2 \| \| |                 |                                          |                  | Játékvezetők: Andris Ansons Daniel Gamper Vonalbírók: Daniel Hynek Ulrich Pardatscher |
| 8 perc | Büntetések      | 10 perc                                  |                  | Játékvezetők: Andris Ansons Daniel Gamper Vonalbírók: Daniel Hynek Ulrich Pardatscher |
| 47 | Lövések         | 22                                       |                  | Játékvezetők: Andris Ansons Daniel Gamper Vonalbírók: Daniel Hynek Ulrich Pardatscher |
| Dawes (Semyonov, Bochenski) – 03:21 | 1–0             |                                          |                  | Játékvezetők: Andris Ansons Daniel Gamper Vonalbírók: Daniel Hynek Ulrich Pardatscher |
| St. Pierre (Bochenski, Boyd) (PP) – 19:59 | 2–0             |                                          |                  | Játékvezetők: Andris Ansons Daniel Gamper Vonalbírók: Daniel Hynek Ulrich Pardatscher |
| | 2–1             | 34:25 – Nimenko (Pobiedonostsev, Lyalka) |                  | Játékvezetők: Andris Ansons Daniel Gamper Vonalbírók: Daniel Hynek Ulrich Pardatscher |
| | 2–2             | 35:16 – Babynets (Katrych, Varyvoda)     |                  |                                                                                       |
| Mikhalis (Starchenko) – 41:59 | 3–2             |                                          |                  |                                                                                       |
| Bochenski (Dawes, Stepavnov) (PP) – 57:04 | 4–2             |                                          |                  |                                                                                       |

| 2017. április 27. 17:00 (16:00) | Lengyelország | 2–0 (0–0, 2–0, 0–0) | Magyarország | Sportpalota, Kijev Nézőszám: 2874 |

| Jegyzőkönyv                                                                               | Jegyzőkönyv        | Jegyzőkönyv | Jegyzőkönyv  | Jegyzőkönyv                                                                       |
| ----------------------------------------------------------------------------------------- | ------------------ | ----------- | ------------ | --------------------------------------------------------------------------------- |
|                                                                                           | Przemysław Odrobny | Kapusok     | Bálizs Bence | Játékvezetők: Daniel Gamper Jeremy Tufts Vonalbírók: Franco Castelli Daniel Hynek |
| \| Zapała (Malasiński, Bryk) – 25:01 \| 1–0 \| \| \| Malasiński (SH) – 25:50 \| 2–0 \| \| |                    |             |              | Játékvezetők: Daniel Gamper Jeremy Tufts Vonalbírók: Franco Castelli Daniel Hynek |
| 14 perc                                                                                   | Büntetések         | 16 perc     |              | Játékvezetők: Daniel Gamper Jeremy Tufts Vonalbírók: Franco Castelli Daniel Hynek |
| 27                                                                                        | Lövések            | 25          |              | Játékvezetők: Daniel Gamper Jeremy Tufts Vonalbírók: Franco Castelli Daniel Hynek |
| Zapała (Malasiński, Bryk) – 25:01                                                         | 1–0                |             |              | Játékvezetők: Daniel Gamper Jeremy Tufts Vonalbírók: Franco Castelli Daniel Hynek |
| Malasiński (SH) – 25:50                                                                   | 2–0                |             |              | Játékvezetők: Daniel Gamper Jeremy Tufts Vonalbírók: Franco Castelli Daniel Hynek |

| 2017. április 27. 20:30 (19:30) | Ausztria | 5–0 (3–0, 1–0, 1–0) | Dél-Korea | Sportpalota, Kijev Nézőszám: 3511 |

| Jegyzőkönyv | Jegyzőkönyv        | Jegyzőkönyv | Jegyzőkönyv              | Jegyzőkönyv                                                                                   |
| --- | ------------------ | ----------- | ------------------------ | --------------------------------------------------------------------------------------------- |
| | Bernhard Starkbaum | Kapusok     | Matt Dalton Park Sung-je | Játékvezetők: Andreas Harnebring Vladimír Pešina Vonalbírók: Maxime Chaput Ulrich Pardatscher |
| \| Haudum – 12:09 \| 1–0 \| \| \| Lebler (Ganahl, Hundertpfund) – 12:57 \| 2–0 \| \| \| Heinrich (Lebler, Ganahl) – 16:26 \| 3–0 \| \| \| Komarek (Heinrich, Raffl) – 24:36 \| 4–0 \| \| \| Strong (Schlacher) – 49:09 \| 5–0 \| \| |                    |             |                          | Játékvezetők: Andreas Harnebring Vladimír Pešina Vonalbírók: Maxime Chaput Ulrich Pardatscher |
| 4 perc | Büntetések         | 6 perc      |                          | Játékvezetők: Andreas Harnebring Vladimír Pešina Vonalbírók: Maxime Chaput Ulrich Pardatscher |
| 36 | Lövések            | 25          |                          | Játékvezetők: Andreas Harnebring Vladimír Pešina Vonalbírók: Maxime Chaput Ulrich Pardatscher |
| Haudum – 12:09 | 1–0                |             |                          | Játékvezetők: Andreas Harnebring Vladimír Pešina Vonalbírók: Maxime Chaput Ulrich Pardatscher |
| Lebler (Ganahl, Hundertpfund) – 12:57 | 2–0                |             |                          | Játékvezetők: Andreas Harnebring Vladimír Pešina Vonalbírók: Maxime Chaput Ulrich Pardatscher |
| Heinrich (Lebler, Ganahl) – 16:26 | 3–0                |             |                          | Játékvezetők: Andreas Harnebring Vladimír Pešina Vonalbírók: Maxime Chaput Ulrich Pardatscher |
| Komarek (Heinrich, Raffl) – 24:36 | 4–0                |             |                          |                                                                                               |
| Strong (Schlacher) – 49:09 | 5–0                |             |                          |                                                                                               |

| 2017. április 28. 13:30 (12:30) | Magyarország | 1–3 (1–2, 0–0, 0–1) | Kazahsztán | Sportpalota, Kijev Nézőszám: 2323 |

| Jegyzőkönyv | Jegyzőkönyv  | Jegyzőkönyv                     | Jegyzőkönyv     | Jegyzőkönyv                                                                             |
| --- | ------------ | ------------------------------- | --------------- | --------------------------------------------------------------------------------------- |
| | Rajna Miklós | Kapusok                         | Vitali Kolesnik | Játékvezetők: Andreas Harnebring Vladimír Pešina Vonalbírók: Maxime Chaput Daniel Hynek |
| \| \| 0–1 \| 02:48 – Dallman (Dawes, Boyd) \| \| \| 0–2 \| 10:25 – Mikhalis (Sagadeyev) \| \| Sagert (Galló) (PP) – 17:34 \| 1–2 \| \| \| \| 1–3 \| 59:47 – Dawes (Bochenski) (ENG) \| |              |                                 |                 | Játékvezetők: Andreas Harnebring Vladimír Pešina Vonalbírók: Maxime Chaput Daniel Hynek |
| 8 perc | Büntetések   | 10 perc                         |                 | Játékvezetők: Andreas Harnebring Vladimír Pešina Vonalbírók: Maxime Chaput Daniel Hynek |
| 32 | Lövések      | 27                              |                 | Játékvezetők: Andreas Harnebring Vladimír Pešina Vonalbírók: Maxime Chaput Daniel Hynek |
| | 0–1          | 02:48 – Dallman (Dawes, Boyd)   |                 | Játékvezetők: Andreas Harnebring Vladimír Pešina Vonalbírók: Maxime Chaput Daniel Hynek |
| | 0–2          | 10:25 – Mikhalis (Sagadeyev)    |                 | Játékvezetők: Andreas Harnebring Vladimír Pešina Vonalbírók: Maxime Chaput Daniel Hynek |
| Sagert (Galló) (PP) – 17:34 | 1–2          |                                 |                 | Játékvezetők: Andreas Harnebring Vladimír Pešina Vonalbírók: Maxime Chaput Daniel Hynek |
| | 1–3          | 59:47 – Dawes (Bochenski) (ENG) |                 |                                                                                         |

| 2017. április 28. 17:00 (16:00) | Lengyelország | 0–11 (0–3, 0–4, 0–4) | Ausztria | Sportpalota, Kijev Nézőszám: 3453 |

| Jegyzőkönyv | Jegyzőkönyv                           | Jegyzőkönyv                                  | Jegyzőkönyv        | Jegyzőkönyv                                                                          |
| --- | ------------------------------------- | -------------------------------------------- | ------------------ | ------------------------------------------------------------------------------------ |
| | Przemysław Odrobny Rafał Radziszewski | Kapusok                                      | Bernhard Starkbaum | Játékvezetők: Roy Stian Hansen Jeremy Tufts Vonalbírók: Riley Bowles Artem Korepanov |
| \| \| 0–1 \| 01:44 – Ulmer \| \| \| 0–2 \| 07:01 – Lebler (Komarek, Hofer) \| \| \| 0–3 \| 10:02 – Hofer (Raffl, Schumnig) \| \| \| 0–4 \| 28:36 – Raffl (Heinrich, Schumnig) (PP) \| \| \| 0–5 \| 29:07 – Haudum (Ulmer, Kirchschlager) \| \| \| 0–6 \| 35:39 – Komarek (Hofer, Schumnig) \| \| \| 0–7 \| 39:51 – Komarek (Haudum) \| \| \| 0–8 \| 46:52 – Strong \| \| \| 0–9 \| 48:27 – Haudum (Heinrich) \| \| \| 0–10 \| 50:31 – Lebler (Hundertpfund, Kirchschlager) \| \| \| 0–11 \| 55:20 – Lebler \| |                                       |                                              |                    | Játékvezetők: Roy Stian Hansen Jeremy Tufts Vonalbírók: Riley Bowles Artem Korepanov |
| 4 perc | Büntetések                            | 8 perc                                       |                    | Játékvezetők: Roy Stian Hansen Jeremy Tufts Vonalbírók: Riley Bowles Artem Korepanov |
| 26 | Lövések                               | 30                                           |                    | Játékvezetők: Roy Stian Hansen Jeremy Tufts Vonalbírók: Riley Bowles Artem Korepanov |
| | 0–1                                   | 01:44 – Ulmer                                |                    | Játékvezetők: Roy Stian Hansen Jeremy Tufts Vonalbírók: Riley Bowles Artem Korepanov |
| | 0–2                                   | 07:01 – Lebler (Komarek, Hofer)              |                    | Játékvezetők: Roy Stian Hansen Jeremy Tufts Vonalbírók: Riley Bowles Artem Korepanov |
| | 0–3                                   | 10:02 – Hofer (Raffl, Schumnig)              |                    | Játékvezetők: Roy Stian Hansen Jeremy Tufts Vonalbírók: Riley Bowles Artem Korepanov |
| | 0–4                                   | 28:36 – Raffl (Heinrich, Schumnig) (PP)      |                    |                                                                                      |
| | 0–5                                   | 29:07 – Haudum (Ulmer, Kirchschlager)        |                    |                                                                                      |
| | 0–6                                   | 35:39 – Komarek (Hofer, Schumnig)            |                    |                                                                                      |
| | 0–7                                   | 39:51 – Komarek (Haudum)                     |                    |                                                                                      |
| | 0–8                                   | 46:52 – Strong                               |                    |                                                                                      |
| | 0–9                                   | 48:27 – Haudum (Heinrich)                    |                    |                                                                                      |
| | 0–10                                  | 50:31 – Lebler (Hundertpfund, Kirchschlager) |                    |                                                                                      |
| | 0–11                                  | 55:20 – Lebler                               |                    |                                                                                      |

| 2017. április 28. 20:30 (19:30) | Dél-Korea | 2–1 (sz.) (0–0, 1–1, 0–0) (h.u.: 0–0) (sz.: 1–0) | Ukrajna | Sportpalota, Kijev Nézőszám: 5327 |

| Jegyzőkönyv                                                                         | Jegyzőkönyv | Jegyzőkönyv      | Jegyzőkönyv         | Jegyzőkönyv                                                                          |
| ----------------------------------------------------------------------------------- | ----------- | ---------------- | ------------------- | ------------------------------------------------------------------------------------ |
|                                                                                     | Matt Dalton | Kapusok          | Eduard Zakharchenko | Játékvezetők: Andris Ansons Jacob Grumsen Vonalbírók: Franco Castelli Daniel Persson |
| \| Ahn (Sin Sang-w., Park W.) – 24:59 \| 1–0 \| \| \| \| 1–1 \| 33:24 – Babynets \| |             |                  |                     | Játékvezetők: Andris Ansons Jacob Grumsen Vonalbírók: Franco Castelli Daniel Persson |
| Swift Cho Shin S.                                                                   | Szétlövés   | Butsenko Lyalka  |                     | Játékvezetők: Andris Ansons Jacob Grumsen Vonalbírók: Franco Castelli Daniel Persson |
| 6 perc                                                                              | Büntetések  | 6 perc           |                     | Játékvezetők: Andris Ansons Jacob Grumsen Vonalbírók: Franco Castelli Daniel Persson |
| 37                                                                                  | Lövések     | 23               |                     | Játékvezetők: Andris Ansons Jacob Grumsen Vonalbírók: Franco Castelli Daniel Persson |
| Ahn (Sin Sang-w., Park W.) – 24:59                                                  | 1–0         |                  |                     | Játékvezetők: Andris Ansons Jacob Grumsen Vonalbírók: Franco Castelli Daniel Persson |
|                                                                                     | 1–1         | 33:24 – Babynets |                     | Játékvezetők: Andris Ansons Jacob Grumsen Vonalbírók: Franco Castelli Daniel Persson |

## B csoport

### Résztvevők
| Csapat         | Kvalifikáció módja                                                |
| -------------- | ----------------------------------------------------------------- |
| Japán          | A 2016-os divízió I A csoportjának 6. helyén végzett, kiesett.    |
| Nagy-Britannia | Rendező, a 2016-os divízió I B csoportjának 2. helyén végzett.    |
| Litvánia       | A 2016-os divízió I B csoportjának 3. helyén végzett.             |
| Horvátország   | A 2016-os divízió I B csoportjának 4. helyén végzett.             |
| Észtország     | A 2016-os divízió I B csoportjának 5. helyén végzett.             |
| Hollandia      | A 2016-os divízió II A csoportjának 1. helyén végzett, feljutott. |

### Tabella
| Hely. | Csapat             | M | Gy | HGy | HV | V | G+ | G– | Gk  | P  | Feljutás vagy kiesés       |
| ----- | ------------------ | - | -- | --- | -- | - | -- | -- | --- | -- | -------------------------- |
| 1.    | Nagy-Britannia (R) | 5 | 5  | 0   | 0  | 0 | 32 | 5  | +27 | 15 | Feljutott a divízió I A-ba |
| 2.    | Japán              | 5 | 4  | 0   | 0  | 1 | 22 | 11 | +11 | 12 |                            |
| 3.    | Litvánia           | 5 | 3  | 0   | 0  | 2 | 18 | 12 | +6  | 9  |                            |
| 4.    | Észtország         | 5 | 2  | 0   | 0  | 3 | 11 | 20 | −9  | 6  |                            |
| 5.    | Horvátország       | 5 | 1  | 0   | 0  | 4 | 14 | 17 | −3  | 3  |                            |
| 6.    | Hollandia          | 5 | 0  | 0   | 0  | 5 | 6  | 38 | −32 | 0  | Kiesett a divízió II A-ba  |

### Mérkőzések
A mérkőzések kezdési időpontjai helyi idő szerint (UTC+1), zárójelben magyar idő szerint (UTC+2) értendők.
| 2017. április 23. 12:30 (13:30) | Hollandia | 1–6 (0–2, 1–2, 0–2) | Japán | Odyssey, Belfast Nézőszám: 943 |

| Jegyzőkönyv | Jegyzőkönyv    | Jegyzőkönyv                         | Jegyzőkönyv     | Jegyzőkönyv                                                       |
| --- | -------------- | ----------------------------------- | --------------- | ----------------------------------------------------------------- |
| | Fabian Schotel | Kapusok                             | Yutaka Fukufuji | Játékvezető: Milan Zrnic Vonalbírók: Ally Flockhart Németh Márton |
| \| \| 0–1 \| 05:21 – H. Sato (Furuhashi, Takagi) \| \| \| 0–2 \| 13:59 – Takagi (Furuhashi, Ushu) \| \| \| 0–3 \| 24:15 – Furuhashi (Takagi, Ushu) \| \| \| 0–4 \| 32:31 – Obara (Ueno, Haga) \| \| Mason (Bruijsten, Van Haren) (PP) – 37:02 \| 1–4 \| \| \| \| 1–5 \| 41:39 – Obara (Ueno, Hirano) \| \| \| 1–6 \| 57:20 – Ueno (Obara, Minoshima) \| |                |                                     |                 | Játékvezető: Milan Zrnic Vonalbírók: Ally Flockhart Németh Márton |
| 4 perc | Büntetések     | 12 perc                             |                 | Játékvezető: Milan Zrnic Vonalbírók: Ally Flockhart Németh Márton |
| 21 | Lövések        | 39                                  |                 | Játékvezető: Milan Zrnic Vonalbírók: Ally Flockhart Németh Márton |
| | 0–1            | 05:21 – H. Sato (Furuhashi, Takagi) |                 | Játékvezető: Milan Zrnic Vonalbírók: Ally Flockhart Németh Márton |
| | 0–2            | 13:59 – Takagi (Furuhashi, Ushu)    |                 | Játékvezető: Milan Zrnic Vonalbírók: Ally Flockhart Németh Márton |
| | 0–3            | 24:15 – Furuhashi (Takagi, Ushu)    |                 | Játékvezető: Milan Zrnic Vonalbírók: Ally Flockhart Németh Márton |
| | 0–4            | 32:31 – Obara (Ueno, Haga)          |                 |                                                                   |
| Mason (Bruijsten, Van Haren) (PP) – 37:02 | 1–4            |                                     |                 |                                                                   |
| | 1–5            | 41:39 – Obara (Ueno, Hirano)        |                 |                                                                   |
| | 1–6            | 57:20 – Ueno (Obara, Minoshima)     |                 |                                                                   |

| 2017. április 23. 16:00 (17:00) | Horvátország | 2–4 (0–1, 1–0, 1–3) | Nagy-Britannia | Odyssey, Belfast Nézőszám: 1830 |

| Jegyzőkönyv | Jegyzőkönyv      | Jegyzőkönyv                             | Jegyzőkönyv | Jegyzőkönyv                                                               |
| --- | ---------------- | --------------------------------------- | ----------- | ------------------------------------------------------------------------- |
| | Mate Tomljenović | Kapusok                                 | Ben Bowns   | Játékvezető: Kincses Gergely Vonalbírók: David Nothegger Alexander Sysuev |
| \| \| 0–1 \| 15:30 – Dowd (Richardson, Farmer) (PP) \| \| Blagus (Brine, Perkovich) (PP) – 28:17 \| 1–1 \| \| \| \| 1–2 \| 43:46 – Clarke (Peacock, Dowd) \| \| \| 1–3 \| 46:45 – Mosey (Dowd) \| \| Brine (Rendulić, Sertich) (PP2) – 54:25 \| 2–3 \| \| \| \| 2–4 \| 58:56 – Cowley (Lachowicz, J. Phillips) \| |                  |                                         |             | Játékvezető: Kincses Gergely Vonalbírók: David Nothegger Alexander Sysuev |
| 10 perc | Büntetések       | 16 perc                                 |             | Játékvezető: Kincses Gergely Vonalbírók: David Nothegger Alexander Sysuev |
| 32 | Lövések          | 35                                      |             | Játékvezető: Kincses Gergely Vonalbírók: David Nothegger Alexander Sysuev |
| | 0–1              | 15:30 – Dowd (Richardson, Farmer) (PP)  |             | Játékvezető: Kincses Gergely Vonalbírók: David Nothegger Alexander Sysuev |
| Blagus (Brine, Perkovich) (PP) – 28:17 | 1–1              |                                         |             | Játékvezető: Kincses Gergely Vonalbírók: David Nothegger Alexander Sysuev |
| | 1–2              | 43:46 – Clarke (Peacock, Dowd)          |             | Játékvezető: Kincses Gergely Vonalbírók: David Nothegger Alexander Sysuev |
| | 1–3              | 46:45 – Mosey (Dowd)                    |             |                                                                           |
| Brine (Rendulić, Sertich) (PP2) – 54:25 | 2–3              |                                         |             |                                                                           |
| | 2–4              | 58:56 – Cowley (Lachowicz, J. Phillips) |             |                                                                           |

| 2017. április 23. 19:30 (20:30) | Észtország | 0–3 (0–1, 0–2, 0–0) | Litvánia | Odyssey, Belfast Nézőszám: 914 |

| Jegyzőkönyv | Jegyzőkönyv           | Jegyzőkönyv                        | Jegyzőkönyv     | Jegyzőkönyv                                                       |
| --- | --------------------- | ---------------------------------- | --------------- | ----------------------------------------------------------------- |
| | Villem-Henrik Koitmaa | Kapusok                            | Artur Pavliukov | Játékvezető: Milan Zrnic Vonalbírók: James Kavanagh Mariusz Smura |
| \| \| 0–1 \| 14:28 – Rulevičius (Gintautas) \| \| \| 0–2 \| 30:18 – Bendžius (Verenis) \| \| \| 0–3 \| 37:56 – Čižas (Pliskauskas, Bosas) \| |                       |                                    |                 | Játékvezető: Milan Zrnic Vonalbírók: James Kavanagh Mariusz Smura |
| 16 perc | Büntetések            | 12 perc                            |                 | Játékvezető: Milan Zrnic Vonalbírók: James Kavanagh Mariusz Smura |
| 13 | Lövések               | 33                                 |                 | Játékvezető: Milan Zrnic Vonalbírók: James Kavanagh Mariusz Smura |
| | 0–1                   | 14:28 – Rulevičius (Gintautas)     |                 | Játékvezető: Milan Zrnic Vonalbírók: James Kavanagh Mariusz Smura |
| | 0–2                   | 30:18 – Bendžius (Verenis)         |                 | Játékvezető: Milan Zrnic Vonalbírók: James Kavanagh Mariusz Smura |
| | 0–3                   | 37:56 – Čižas (Pliskauskas, Bosas) |                 | Játékvezető: Milan Zrnic Vonalbírók: James Kavanagh Mariusz Smura |

| 2017. április 24. 12:30 (13:30) | Japán | 4–2 (2–0, 1–0, 1–2) | Horvátország | Odyssey, Belfast Nézőszám: 351 |

| Jegyzőkönyv | Jegyzőkönyv     | Jegyzőkönyv                                 | Jegyzőkönyv    | Jegyzőkönyv                                                              |
| --- | --------------- | ------------------------------------------- | -------------- | ------------------------------------------------------------------------ |
| | Yutaka Fukufuji | Kapusok                                     | Vilim Rosandić | Játékvezető: Geoffrey Barcelo Vonalbírók: James Kavanagh Vladimir Suslov |
| \| Koizumi (Iwatsuki, Terao) – 08:40 \| 1–0 \| \| \| S. Sato (Tanaka, H. Sato) (PP) – 16:40 \| 2–0 \| \| \| Tanaka (S. Sato, Hashimoto) (PP) – 26:41 \| 3–0 \| \| \| \| 3–1 \| 45:36 – Sertich (Brine, Vedlin) (PP) \| \| Hirano (Minoshima, Haga) – 46:57 \| 4–1 \| \| \| \| 4–2 \| 58:39 – Sertich (Rendulić, Perkovich) (PP2) \| |                 |                                             |                | Játékvezető: Geoffrey Barcelo Vonalbírók: James Kavanagh Vladimir Suslov |
| 16 perc | Büntetések      | 24 perc                                     |                | Játékvezető: Geoffrey Barcelo Vonalbírók: James Kavanagh Vladimir Suslov |
| 31 | Lövések         | 31                                          |                | Játékvezető: Geoffrey Barcelo Vonalbírók: James Kavanagh Vladimir Suslov |
| Koizumi (Iwatsuki, Terao) – 08:40 | 1–0             |                                             |                | Játékvezető: Geoffrey Barcelo Vonalbírók: James Kavanagh Vladimir Suslov |
| S. Sato (Tanaka, H. Sato) (PP) – 16:40 | 2–0             |                                             |                | Játékvezető: Geoffrey Barcelo Vonalbírók: James Kavanagh Vladimir Suslov |
| Tanaka (S. Sato, Hashimoto) (PP) – 26:41 | 3–0             |                                             |                | Játékvezető: Geoffrey Barcelo Vonalbírók: James Kavanagh Vladimir Suslov |
| | 3–1             | 45:36 – Sertich (Brine, Vedlin) (PP)        |                |                                                                          |
| Hirano (Minoshima, Haga) – 46:57 | 4–1             |                                             |                |                                                                          |
| | 4–2             | 58:39 – Sertich (Rendulić, Perkovich) (PP2) |                |                                                                          |

| 2017. április 24. 16:00 (17:00) | Litvánia | 8–0 (2–0, 4–0, 2–0) | Hollandia | Odyssey, Belfast Nézőszám: 519 |

| Jegyzőkönyv | Jegyzőkönyv                     | Jegyzőkönyv | Jegyzőkönyv                   | Jegyzőkönyv                                                             |
| --- | ------------------------------- | ----------- | ----------------------------- | ----------------------------------------------------------------------- |
| | Artur Pavliukov Simas Baltrūnas | Kapusok     | Sjoerd Idzenga Fabian Schotel | Játékvezető: Kincses Gergely Vonalbírók: Ally Flockhart David Nothegger |
| \| Čypas (Rybakov, Bendžius) – 03:27 \| 1–0 \| \| \| Rulevičius (Bogdziul, Protcenko) – 14:27 \| 2–0 \| \| \| Čižas (Bosas, Pliskauskas) – 30:45 \| 3–0 \| \| \| Krakauskas (Kaleinikovas, Cetvertak) – 34:48 \| 4–0 \| \| \| Rybakov (Čypas, Verenis) – 35:26 \| 5–0 \| \| \| Pliskauskas (Čižas, Protcenko) – 36:08 \| 6–0 \| \| \| Bendžius (Verenis, Protcenko) – 42:35 \| 7–0 \| \| \| Gintautas (Protcenko, Rulevičius) – 53:52 \| 8–0 \| \| |                                 |             |                               | Játékvezető: Kincses Gergely Vonalbírók: Ally Flockhart David Nothegger |
| 2 perc | Büntetések                      | 10 perc     |                               | Játékvezető: Kincses Gergely Vonalbírók: Ally Flockhart David Nothegger |
| 48 | Lövések                         | 25          |                               | Játékvezető: Kincses Gergely Vonalbírók: Ally Flockhart David Nothegger |
| Čypas (Rybakov, Bendžius) – 03:27 | 1–0                             |             |                               | Játékvezető: Kincses Gergely Vonalbírók: Ally Flockhart David Nothegger |
| Rulevičius (Bogdziul, Protcenko) – 14:27 | 2–0                             |             |                               | Játékvezető: Kincses Gergely Vonalbírók: Ally Flockhart David Nothegger |
| Čižas (Bosas, Pliskauskas) – 30:45 | 3–0                             |             |                               | Játékvezető: Kincses Gergely Vonalbírók: Ally Flockhart David Nothegger |
| Krakauskas (Kaleinikovas, Cetvertak) – 34:48 | 4–0                             |             |                               |                                                                         |
| Rybakov (Čypas, Verenis) – 35:26 | 5–0                             |             |                               |                                                                         |
| Pliskauskas (Čižas, Protcenko) – 36:08 | 6–0                             |             |                               |                                                                         |
| Bendžius (Verenis, Protcenko) – 42:35 | 7–0                             |             |                               |                                                                         |
| Gintautas (Protcenko, Rulevičius) – 53:52 | 8–0                             |             |                               |                                                                         |

| 2017. április 24. 19:30 (20:30) | Nagy-Britannia | 5–1 (2–0, 0–1, 3–0) | Észtország | Odyssey, Belfast Nézőszám: 1437 |

| Jegyzőkönyv | Jegyzőkönyv    | Jegyzőkönyv                              | Jegyzőkönyv           | Jegyzőkönyv                                                      |
| --- | -------------- | ---------------------------------------- | --------------------- | ---------------------------------------------------------------- |
| | Stephen Murphy | Kapusok                                  | Villem-Henrik Koitmaa | Játékvezető: Milan Zrnic Vonalbírók: Németh Márton Mariusz Smura |
| \| Garside (Clarke) – 04:38 \| 1–0 \| \| \| D. Phillips (Myers, Shields) – 19:19 \| 2–0 \| \| \| \| 2–1 \| 29:20 – Andrejev (Lahesalu, Makrov) (PP) \| \| Stewart (Lee, Brooks) – 41:16 \| 3–1 \| \| \| Clarke (Lee, Dowd) – 44:02 \| 4–1 \| \| \| Mosey (Myers, Garside) – 44:28 \| 5–1 \| \| |                |                                          |                       | Játékvezető: Milan Zrnic Vonalbírók: Németh Márton Mariusz Smura |
| 10 perc | Büntetések     | 6 perc                                   |                       | Játékvezető: Milan Zrnic Vonalbírók: Németh Márton Mariusz Smura |
| 43 | Lövések        | 22                                       |                       | Játékvezető: Milan Zrnic Vonalbírók: Németh Márton Mariusz Smura |
| Garside (Clarke) – 04:38 | 1–0            |                                          |                       | Játékvezető: Milan Zrnic Vonalbírók: Németh Márton Mariusz Smura |
| D. Phillips (Myers, Shields) – 19:19 | 2–0            |                                          |                       | Játékvezető: Milan Zrnic Vonalbírók: Németh Márton Mariusz Smura |
| | 2–1            | 29:20 – Andrejev (Lahesalu, Makrov) (PP) |                       | Játékvezető: Milan Zrnic Vonalbírók: Németh Márton Mariusz Smura |
| Stewart (Lee, Brooks) – 41:16 | 3–1            |                                          |                       |                                                                  |
| Clarke (Lee, Dowd) – 44:02 | 4–1            |                                          |                       |                                                                  |
| Mosey (Myers, Garside) – 44:28 | 5–1            |                                          |                       |                                                                  |

| 2017. április 26. 12:30 (13:30) | Japán | 6–2 (1–0, 3–1, 2–1) | Észtország | Odyssey, Belfast Nézőszám: 575 |

| Jegyzőkönyv | Jegyzőkönyv                  | Jegyzőkönyv                         | Jegyzőkönyv     | Jegyzőkönyv                                                               |
| --- | ---------------------------- | ----------------------------------- | --------------- | ------------------------------------------------------------------------- |
| | Yutaka Fukufuji Takuto Onoda | Kapusok                             | Roman Shumikhin | Játékvezető: Kristijan Nikolic Vonalbírók: James Kavanagh David Nothegger |
| \| Obara (Haga, Ueno) (PP) – 19:06 \| 1–0 \| \| \| Minoshima (Hirano, Obara) – 20:43 \| 2–0 \| \| \| Obara (Ueno, Hirano) (PP) – 31:48 \| 3–0 \| \| \| Nakajima (H. Sato) – 33:29 \| 4–0 \| \| \| \| 4–1 \| 34:26 – Embrich (Rooba, Makrov) \| \| \| 4–2 \| 41:55 – Vasjonkin (Parras, Sorokin) \| \| Ueno (Hirano, Obara) – 42:49 \| 5–2 \| \| \| Tanaka (Terao, Hashimoto) – 44:13 \| 6–2 \| \| |                              |                                     |                 | Játékvezető: Kristijan Nikolic Vonalbírók: James Kavanagh David Nothegger |
| 31 perc | Büntetések                   | 35 perc                             |                 | Játékvezető: Kristijan Nikolic Vonalbírók: James Kavanagh David Nothegger |
| 31 | Lövések                      | 30                                  |                 | Játékvezető: Kristijan Nikolic Vonalbírók: James Kavanagh David Nothegger |
| Obara (Haga, Ueno) (PP) – 19:06 | 1–0                          |                                     |                 | Játékvezető: Kristijan Nikolic Vonalbírók: James Kavanagh David Nothegger |
| Minoshima (Hirano, Obara) – 20:43 | 2–0                          |                                     |                 | Játékvezető: Kristijan Nikolic Vonalbírók: James Kavanagh David Nothegger |
| Obara (Ueno, Hirano) (PP) – 31:48 | 3–0                          |                                     |                 | Játékvezető: Kristijan Nikolic Vonalbírók: James Kavanagh David Nothegger |
| Nakajima (H. Sato) – 33:29 | 4–0                          |                                     |                 |                                                                           |
| | 4–1                          | 34:26 – Embrich (Rooba, Makrov)     |                 |                                                                           |
| | 4–2                          | 41:55 – Vasjonkin (Parras, Sorokin) |                 |                                                                           |
| Ueno (Hirano, Obara) – 42:49 | 5–2                          |                                     |                 |                                                                           |
| Tanaka (Terao, Hashimoto) – 44:13 | 6–2                          |                                     |                 |                                                                           |

| 2017. április 26. 16:00 (17:00) | Hollandia | 2–6 (0–4, 1–1, 1–1) | Horvátország | Odyssey, Belfast Nézőszám: 703 |

| Jegyzőkönyv | Jegyzőkönyv                   | Jegyzőkönyv                               | Jegyzőkönyv      | Jegyzőkönyv                                                       |
| --- | ----------------------------- | ----------------------------------------- | ---------------- | ----------------------------------------------------------------- |
| | Fabian Schotel Sjoerd Idzenga | Kapusok                                   | Mate Tomljenović | Játékvezető: Milan Zrnic Vonalbírók: Ally Flockhart Mariusz Smura |
| \| \| 0–1 \| 01:59 – Janković (Kanaet, Ljubić) \| \| \| 0–2 \| 13:29 – Rendulić (Blagus, Jačmenjak) (PP) \| \| \| 0–3 \| 13:41 – Miličić \| \| \| 0–4 \| 13:50 – Jarčov (Brine, Perkovich) \| \| \| 0–5 \| 21:35 – Blagus (Rendulić) \| \| Van der Schuit (Melissant, Verschuren) – 37:25 \| 1–5 \| \| \| Van der Schuit (Mason, Hermens) (PP2) – 55:25 \| 2–5 \| \| \| \| 2–6 \| 58:33 – Rendulić (Šakić) (SH) \| |                               |                                           |                  | Játékvezető: Milan Zrnic Vonalbírók: Ally Flockhart Mariusz Smura |
| 16 perc | Büntetések                    | 8 perc                                    |                  | Játékvezető: Milan Zrnic Vonalbírók: Ally Flockhart Mariusz Smura |
| 25 | Lövések                       | 47                                        |                  | Játékvezető: Milan Zrnic Vonalbírók: Ally Flockhart Mariusz Smura |
| | 0–1                           | 01:59 – Janković (Kanaet, Ljubić)         |                  | Játékvezető: Milan Zrnic Vonalbírók: Ally Flockhart Mariusz Smura |
| | 0–2                           | 13:29 – Rendulić (Blagus, Jačmenjak) (PP) |                  | Játékvezető: Milan Zrnic Vonalbírók: Ally Flockhart Mariusz Smura |
| | 0–3                           | 13:41 – Miličić                           |                  | Játékvezető: Milan Zrnic Vonalbírók: Ally Flockhart Mariusz Smura |
| | 0–4                           | 13:50 – Jarčov (Brine, Perkovich)         |                  |                                                                   |
| | 0–5                           | 21:35 – Blagus (Rendulić)                 |                  |                                                                   |
| Van der Schuit (Melissant, Verschuren) – 37:25 | 1–5                           |                                           |                  |                                                                   |
| Van der Schuit (Mason, Hermens) (PP2) – 55:25 | 2–5                           |                                           |                  |                                                                   |
| | 2–6                           | 58:33 – Rendulić (Šakić) (SH)             |                  |                                                                   |

| 2017. április 26. 19:30 (20:30) | Nagy-Britannia | 5–2 (4–1, 0–0, 1–1) | Litvánia | Odyssey, Belfast Nézőszám: 1787 |

| Jegyzőkönyv | Jegyzőkönyv | Jegyzőkönyv                              | Jegyzőkönyv     | Jegyzőkönyv                                                                |
| --- | ----------- | ---------------------------------------- | --------------- | -------------------------------------------------------------------------- |
| | Ben Bowns   | Kapusok                                  | Artur Pavliukov | Játékvezető: Geoffrey Barcelo Vonalbírók: Alexander Sysuev Vladimir Suslov |
| \| Shields (O'Connor, Richardson) (PP) – 01:41 \| 1–0 \| \| \| \| 1–1 \| 02:12 – Bosas (Pliskauskas, Kieras) (PP) \| \| J. Phillips (Swindlehurst, Mosey) – 07:26 \| 2–1 \| \| \| Mosey – 12:55 \| 3–1 \| \| \| Farmer (O'Connor) (PP) – 16:15 \| 4–1 \| \| \| \| 4–2 \| 40:33 – Čižas (Bosas, Kieras) \| \| O'Connor – 47:47 \| 5–2 \| \| |             |                                          |                 | Játékvezető: Geoffrey Barcelo Vonalbírók: Alexander Sysuev Vladimir Suslov |
| 14 perc | Büntetések  | 8 perc                                   |                 | Játékvezető: Geoffrey Barcelo Vonalbírók: Alexander Sysuev Vladimir Suslov |
| 38 | Lövések     | 30                                       |                 | Játékvezető: Geoffrey Barcelo Vonalbírók: Alexander Sysuev Vladimir Suslov |
| Shields (O'Connor, Richardson) (PP) – 01:41 | 1–0         |                                          |                 | Játékvezető: Geoffrey Barcelo Vonalbírók: Alexander Sysuev Vladimir Suslov |
| | 1–1         | 02:12 – Bosas (Pliskauskas, Kieras) (PP) |                 | Játékvezető: Geoffrey Barcelo Vonalbírók: Alexander Sysuev Vladimir Suslov |
| J. Phillips (Swindlehurst, Mosey) – 07:26 | 2–1         |                                          |                 | Játékvezető: Geoffrey Barcelo Vonalbírók: Alexander Sysuev Vladimir Suslov |
| Mosey – 12:55 | 3–1         |                                          |                 |                                                                            |
| Farmer (O'Connor) (PP) – 16:15 | 4–1         |                                          |                 |                                                                            |
| | 4–2         | 40:33 – Čižas (Bosas, Kieras)            |                 |                                                                            |
| O'Connor – 47:47 | 5–2         |                                          |                 |                                                                            |

| 2017. április 28. 12:30 (13:30) | Litvánia | 2–6 (0–1, 2–2, 0–3) | Japán | Odyssey, Belfast Nézőszám: 811 |

| Jegyzőkönyv | Jegyzőkönyv     | Jegyzőkönyv                               | Jegyzőkönyv                  | Jegyzőkönyv                                                              |
| --- | --------------- | ----------------------------------------- | ---------------------------- | ------------------------------------------------------------------------ |
| | Artur Pavliukov | Kapusok                                   | Yutaka Fukufuji Takuto Onoda | Játékvezető: Gergely Kincses Vonalbírók: Ally Flockhart Alexander Sysuev |
| \| \| 0–1 \| 02:23 – Furuhashi (Hirano, Obara) \| \| Krakauskas (Kaleinikovas) – 21:52 \| 1–1 \| \| \| \| 1–2 \| 23:47 – Obara (Hirano) \| \| Kaleinikovas (Katulis, Krakauskas) – 25:16 \| 2–2 \| \| \| \| 2–3 \| 32:50 – Takagi (Haga, Obara) (PP) \| \| \| 2–4 \| 47:13 – Nakayashiki (Iwatsuki, Nishiwaki) \| \| \| 2–5 \| 47:52 – Takagi (Ushu) \| \| \| 2–6 \| 54:51 – Tanaka (S. Sato) \| |                 |                                           |                              | Játékvezető: Gergely Kincses Vonalbírók: Ally Flockhart Alexander Sysuev |
| 16 perc | Büntetések      | 8 perc                                    |                              | Játékvezető: Gergely Kincses Vonalbírók: Ally Flockhart Alexander Sysuev |
| 27 | Lövések         | 42                                        |                              | Játékvezető: Gergely Kincses Vonalbírók: Ally Flockhart Alexander Sysuev |
| | 0–1             | 02:23 – Furuhashi (Hirano, Obara)         |                              | Játékvezető: Gergely Kincses Vonalbírók: Ally Flockhart Alexander Sysuev |
| Krakauskas (Kaleinikovas) – 21:52 | 1–1             |                                           |                              | Játékvezető: Gergely Kincses Vonalbírók: Ally Flockhart Alexander Sysuev |
| | 1–2             | 23:47 – Obara (Hirano)                    |                              | Játékvezető: Gergely Kincses Vonalbírók: Ally Flockhart Alexander Sysuev |
| Kaleinikovas (Katulis, Krakauskas) – 25:16 | 2–2             |                                           |                              |                                                                          |
| | 2–3             | 32:50 – Takagi (Haga, Obara) (PP)         |                              |                                                                          |
| | 2–4             | 47:13 – Nakayashiki (Iwatsuki, Nishiwaki) |                              |                                                                          |
| | 2–5             | 47:52 – Takagi (Ushu)                     |                              |                                                                          |
| | 2–6             | 54:51 – Tanaka (S. Sato)                  |                              |                                                                          |

| 2017. április 28. 16:00 (17:00) | Horvátország | 3–4 (0–1, 3–2, 0–1) | Észtország | Odyssey, Belfast Nézőszám: 922 |

| Jegyzőkönyv | Jegyzőkönyv      | Jegyzőkönyv                             | Jegyzőkönyv           | Jegyzőkönyv                                                             |
| --- | ---------------- | --------------------------------------- | --------------------- | ----------------------------------------------------------------------- |
| | Mate Tomljenović | Kapusok                                 | Villem-Henrik Koitmaa | Játékvezető: Geoffrey Barcelo Vonalbírók: Márton Németh Vladimir Suslov |
| \| \| 0–1 \| 05:04 – Makrov (Lahesalu, Rooba) (PP) \| \| Blagus (Jačmenjak, Rendulić) (PP) – 22:18 \| 1–1 \| \| \| \| 1–2 \| 26:45 – Rooba (Novikov, Petrov) \| \| \| 1–3 \| 28:06 – Sibirtsev (Andrejev, Titarenko) \| \| Kanaet (Rendulić, Jačmenjak) – 30:25 \| 2–3 \| \| \| Rendulić (Blagus) (PP) – 38:01 \| 3–3 \| \| \| \| 3–4 \| 40:23 – Makrov (Rooba) \| |                  |                                         |                       | Játékvezető: Geoffrey Barcelo Vonalbírók: Márton Németh Vladimir Suslov |
| 4 perc | Büntetések       | 35 perc                                 |                       | Játékvezető: Geoffrey Barcelo Vonalbírók: Márton Németh Vladimir Suslov |
| 35 | Lövések          | 25                                      |                       | Játékvezető: Geoffrey Barcelo Vonalbírók: Márton Németh Vladimir Suslov |
| | 0–1              | 05:04 – Makrov (Lahesalu, Rooba) (PP)   |                       | Játékvezető: Geoffrey Barcelo Vonalbírók: Márton Németh Vladimir Suslov |
| Blagus (Jačmenjak, Rendulić) (PP) – 22:18 | 1–1              |                                         |                       | Játékvezető: Geoffrey Barcelo Vonalbírók: Márton Németh Vladimir Suslov |
| | 1–2              | 26:45 – Rooba (Novikov, Petrov)         |                       | Játékvezető: Geoffrey Barcelo Vonalbírók: Márton Németh Vladimir Suslov |
| | 1–3              | 28:06 – Sibirtsev (Andrejev, Titarenko) |                       |                                                                         |
| Kanaet (Rendulić, Jačmenjak) – 30:25 | 2–3              |                                         |                       |                                                                         |
| Rendulić (Blagus) (PP) – 38:01 | 3–3              |                                         |                       |                                                                         |
| | 3–4              | 40:23 – Makrov (Rooba)                  |                       |                                                                         |

| 2017. április 28. 19:30 (20:30) | Nagy-Britannia | 14–0 (3–0, 5–0, 6–0) | Hollandia | Odyssey, Belfast Nézőszám: 3005 |

| Jegyzőkönyv | Jegyzőkönyv    | Jegyzőkönyv | Jegyzőkönyv                   | Jegyzőkönyv                                                        |
| --- | -------------- | ----------- | ----------------------------- | ------------------------------------------------------------------ |
| | Stephen Murphy | Kapusok     | Sjoerd Idzenga Fabian Schotel | Játékvezető: Milan Zrnic Vonalbírók: David Nothegger Mariusz Smura |
| \| Shields (O'Connor, Richardson) (PP) – 04:14 \| 1–0 \| \| \| J. Phillips – 04:50 \| 2–0 \| \| \| Duggan (Lachowicz) – 18:39 \| 3–0 \| \| \| Brooks (Farmer) – 21:34 \| 4–0 \| \| \| Peacock (Brooks, Weaver) (PP) – 31:02 \| 5–0 \| \| \| Lachowicz (J. Phillips, Duggan) – 31:23 \| 6–0 \| \| \| Shields (Myers) – 32:17 \| 7–0 \| \| \| Duggan (Lachowicz) – 34:51 \| 8–0 \| \| \| Stewart (Mosey, Shields) – 43:25 \| 9–0 \| \| \| Dowd (Clarke, Weaver) (PP) – 47:23 \| 10–0 \| \| \| Shields (Mosey) – 49:32 \| 11–0 \| \| \| Myers (Mosey, Garside) – 53:00 \| 12–0 \| \| \| Brooks (Stewart, Farmer) – 54:16 \| 13–0 \| \| \| Dowd (Clarke) – 56:16 \| 14–0 \| \| |                |             |                               | Játékvezető: Milan Zrnic Vonalbírók: David Nothegger Mariusz Smura |
| 10 perc | Büntetések     | 12 perc     |                               | Játékvezető: Milan Zrnic Vonalbírók: David Nothegger Mariusz Smura |
| 56 | Lövések        | 11          |                               | Játékvezető: Milan Zrnic Vonalbírók: David Nothegger Mariusz Smura |
| Shields (O'Connor, Richardson) (PP) – 04:14 | 1–0            |             |                               | Játékvezető: Milan Zrnic Vonalbírók: David Nothegger Mariusz Smura |
| J. Phillips – 04:50 | 2–0            |             |                               | Játékvezető: Milan Zrnic Vonalbírók: David Nothegger Mariusz Smura |
| Duggan (Lachowicz) – 18:39 | 3–0            |             |                               | Játékvezető: Milan Zrnic Vonalbírók: David Nothegger Mariusz Smura |
| Brooks (Farmer) – 21:34 | 4–0            |             |                               |                                                                    |
| Peacock (Brooks, Weaver) (PP) – 31:02 | 5–0            |             |                               |                                                                    |
| Lachowicz (J. Phillips, Duggan) – 31:23 | 6–0            |             |                               |                                                                    |
| Shields (Myers) – 32:17 | 7–0            |             |                               |                                                                    |
| Duggan (Lachowicz) – 34:51 | 8–0            |             |                               |                                                                    |
| Stewart (Mosey, Shields) – 43:25 | 9–0            |             |                               |                                                                    |
| Dowd (Clarke, Weaver) (PP) – 47:23 | 10–0           |             |                               |                                                                    |
| Shields (Mosey) – 49:32 | 11–0           |             |                               |                                                                    |
| Myers (Mosey, Garside) – 53:00 | 12–0           |             |                               |                                                                    |
| Brooks (Stewart, Farmer) – 54:16 | 13–0           |             |                               |                                                                    |
| Dowd (Clarke) – 56:16 | 14–0           |             |                               |                                                                    |

| 2017. április 29. 12:30 (13:30) | Litvánia | 3–1 (1–1, 1–0, 1–0) | Horvátország | Odyssey, Belfast Nézőszám: 1343 |

| Jegyzőkönyv | Jegyzőkönyv     | Jegyzőkönyv                      | Jegyzőkönyv    | Jegyzőkönyv                                                               |
| --- | --------------- | -------------------------------- | -------------- | ------------------------------------------------------------------------- |
| | Artur Pavliukov | Kapusok                          | Vilim Rosandić | Játékvezető: Kincses Gergely Vonalbírók: Alexander Sysuev Vladimir Suslov |
| \| \| 0–1 \| 10:18 – Mikulić (Brenčun, Mirić) \| \| Kieras (Pliskauskas, Bosas) (PP) – 16:41 \| 1–1 \| \| \| Protcenko (Aliukonis, Rybakov) – 24:23 \| 2–1 \| \| \| Čižas (Bosas) – 45:13 \| 3–1 \| \| |                 |                                  |                | Játékvezető: Kincses Gergely Vonalbírók: Alexander Sysuev Vladimir Suslov |
| 6 perc | Büntetések      | 10 perc                          |                | Játékvezető: Kincses Gergely Vonalbírók: Alexander Sysuev Vladimir Suslov |
| 26 | Lövések         | 26                               |                | Játékvezető: Kincses Gergely Vonalbírók: Alexander Sysuev Vladimir Suslov |
| | 0–1             | 10:18 – Mikulić (Brenčun, Mirić) |                | Játékvezető: Kincses Gergely Vonalbírók: Alexander Sysuev Vladimir Suslov |
| Kieras (Pliskauskas, Bosas) (PP) – 16:41 | 1–1             |                                  |                | Játékvezető: Kincses Gergely Vonalbírók: Alexander Sysuev Vladimir Suslov |
| Protcenko (Aliukonis, Rybakov) – 24:23 | 2–1             |                                  |                | Játékvezető: Kincses Gergely Vonalbírók: Alexander Sysuev Vladimir Suslov |
| Čižas (Bosas) – 45:13 | 3–1             |                                  |                |                                                                           |

| 2017. április 29. 16:00 (17:00) | Észtország | 4–3 (1–2, 1–1, 2–0) | Hollandia | Odyssey, Belfast Nézőszám: 1608 |

| Jegyzőkönyv | Jegyzőkönyv           | Jegyzőkönyv                         | Jegyzőkönyv    | Jegyzőkönyv                                                            |
| --- | --------------------- | ----------------------------------- | -------------- | ---------------------------------------------------------------------- |
| | Villem-Henrik Koitmaa | Kapusok                             | Fabian Schotel | Játékvezető: Geoffrey Barcelo Vonalbírók: James Kavanagh Mariusz Smura |
| \| \| 0–1 \| 15:12 – Van Nes (Nagtzaam) \| \| \| 0–2 \| 16:43 – Melissant (Van der Schuit) \| \| Rooba (Ossipov, Makrov) (PP) – 17:54 \| 1–2 \| \| \| \| 1–3 \| 28:40 – Bruijsten (Mason, Nagtzaam) \| \| Rooba (Lahesalu, A. Petrov) – 37:08 \| 2–3 \| \| \| A. Petrov (Makrov, Lahesalu) – 47:58 \| 3–3 \| \| \| Rooba (Gornostajev, Švarõgin) – 53:38 \| 4–3 \| \| |                       |                                     |                | Játékvezető: Geoffrey Barcelo Vonalbírók: James Kavanagh Mariusz Smura |
| 56 perc | Büntetések            | 62 perc                             |                | Játékvezető: Geoffrey Barcelo Vonalbírók: James Kavanagh Mariusz Smura |
| 35 | Lövések               | 24                                  |                | Játékvezető: Geoffrey Barcelo Vonalbírók: James Kavanagh Mariusz Smura |
| | 0–1                   | 15:12 – Van Nes (Nagtzaam)          |                | Játékvezető: Geoffrey Barcelo Vonalbírók: James Kavanagh Mariusz Smura |
| | 0–2                   | 16:43 – Melissant (Van der Schuit)  |                | Játékvezető: Geoffrey Barcelo Vonalbírók: James Kavanagh Mariusz Smura |
| Rooba (Ossipov, Makrov) (PP) – 17:54 | 1–2                   |                                     |                | Játékvezető: Geoffrey Barcelo Vonalbírók: James Kavanagh Mariusz Smura |
| | 1–3                   | 28:40 – Bruijsten (Mason, Nagtzaam) |                |                                                                        |
| Rooba (Lahesalu, A. Petrov) – 37:08 | 2–3                   |                                     |                |                                                                        |
| A. Petrov (Makrov, Lahesalu) – 47:58 | 3–3                   |                                     |                |                                                                        |
| Rooba (Gornostajev, Švarõgin) – 53:38 | 4–3                   |                                     |                |                                                                        |

| 2017. április 29. 19:30 (20:30) | Japán | 0–4 (0–1, 0–3, 0–0) | Nagy-Britannia | Odyssey, Belfast Nézőszám: 4460 |

| Jegyzőkönyv | Jegyzőkönyv     | Jegyzőkönyv                           | Jegyzőkönyv | Jegyzőkönyv                                                              |
| --- | --------------- | ------------------------------------- | ----------- | ------------------------------------------------------------------------ |
| | Yutaka Fukufuji | Kapusok                               | Ben Bowns   | Játékvezető: Kristijan Nikolic Vonalbírók: Márton Németh David Nothegger |
| \| \| 0–1 \| 17:42 – Dowd (Farmer, O'Connor) (PP2) \| \| \| 0–2 \| 24:37 – Brooks (Dowd, Clarke) (PP) \| \| \| 0–3 \| 29:19 – Myers (Shields, D. Phillips) \| \| \| 0–4 \| 37:55 – Myers (Mosey, Shields) \| |                 |                                       |             | Játékvezető: Kristijan Nikolic Vonalbírók: Márton Németh David Nothegger |
| 14 perc | Büntetések      | 6 perc                                |             | Játékvezető: Kristijan Nikolic Vonalbírók: Márton Németh David Nothegger |
| 20 | Lövések         | 38                                    |             | Játékvezető: Kristijan Nikolic Vonalbírók: Márton Németh David Nothegger |
| | 0–1             | 17:42 – Dowd (Farmer, O'Connor) (PP2) |             | Játékvezető: Kristijan Nikolic Vonalbírók: Márton Németh David Nothegger |
| | 0–2             | 24:37 – Brooks (Dowd, Clarke) (PP)    |             | Játékvezető: Kristijan Nikolic Vonalbírók: Márton Németh David Nothegger |
| | 0–3             | 29:19 – Myers (Shields, D. Phillips)  |             | Játékvezető: Kristijan Nikolic Vonalbírók: Márton Németh David Nothegger |
| | 0–4             | 37:55 – Myers (Mosey, Shields)        |             |                                                                          |